# Did You Know That There's a Tunnel Under Ocean Blvd (canción)
«Did You Know That There's a Tunnel Under Ocean Blvd» —en español: «¿Sabías que hay un túnel debajo del Ocean Blvd?»— es una canción de la cantante estadounidense Lana Del Rey lanzada el 7 de diciembre de 2022 por Interscope Records y Polydor Records como el primer sencillo de su noveno álbum de estudio homónimo, publicado el 24 de marzo de 2023. Está escrita por Del Rey y Mike Hermosa, quienes la produjeron junto con Jack Antonoff, Drew Erickson and Zach Dawes.

## Composición
Producida por Del Rey, Jack Antonoff, Drew Erickson y Zach Dawes, «Did You Know That There's a Tunnel Under Ocean Blvd» es una balada lenta y soñadora. La canción ha sido descrita como pop orquestal barroco. El título hace referencia al olvidado Túnel Jergins debajo del Bulevard Océano en Long Beach, California.

## Recepción de la crítica
Sam Sodomsky de Pitchfork describió la canción como una «balada lenta y soñadora» llena de «momentos incidentales», y encontró que el túnel en el título es «menos un punto focal geográfico que una ventana al potencial que ella ve en las escenas más familiares y rutas muy transitadas».

## Metáfora
El título de esta canción es una referencia a una construcción conocida como el Túnel Jergins, que se encuentra en el Bulevar Océano en Long Beach, California.

## Listas musicales

### Semanales
| País (Lista 2022)                             | Mejor posición | Ref    |
| --------------------------------------------- | -------------- | ------ |
| Grecia Internacional (IFPI)                   | 41             | [ 5 ]  |
| Irlanda (IRMA)                                | 87             | [ 6 ]  |
| Lituania (AGATA)                              | 94             | [ 7 ]  |
| Estados Unidos (Hot Rock & Alternative Songs) | 23             | [ 8 ]  |
| Nueva Zelanda (RMNZ)                          | 19             | [ 9 ]  |
| Reino Unido (UK Singles Chart)                | 98             | [ 10 ] |